# Anastrepha parallela
Anastrepha parallela är en tvåvingeart som först beskrevs av Christian Rudolph Wilhelm Wiedemann 1830.  Anastrepha parallela ingår i släktet Anastrepha och familjen borrflugor. Inga underarter finns listade i Catalogue of Life.